# Ernst Beijnoff
Ernst Vilhelm Beijnoff,  född 9 augusti 1862 i Uppsala, död 18 april 1945 i Nyköping, var en svensk väg- och vattenbyggnadsingenjör.
Beijnoff avlade mogenhetsexamen 1883, blev elev vid Kungliga Tekniska högskolan samma år och avlade avgångsexamen 1887. Han var därefter verksam i Uppsala, bland annat som tillförordnad stadsingenjör och stadsarkitekt i Uppsala stad, innan han 1897 blev ordinarie stadsingenjör i Nyköpings stad, vilken tjänst han uppehöll i 40 år. Han var vidare ledamot av drätselkammaren, hälsovårdsnämnden, hyresnämnden och lönenämnden samt av styrelserna för AB Smålägenheter, Byggnads AB i Nyköping, Byggnads AB Nicopia, Hotellbolaget samt Södermanlands stadshypoteksförening.